# AMELY
AMELY (англ. Amelogenin Y-linked) – білок, який кодується геном AMELY, розташованим у людей на короткому плечі Y-хромосоми. Довжина поліпептидного ланцюга білка становить 206 амінокислот, а молекулярна маса — 23 250.
| 10         |  | 20        |  | 30         |  | 40         |  | 50         |
| ---------- |  | --------- |  | ---------- |  | ---------- |  | ---------- |
| MGTWILFACL |  | VGAFAMPLP |  | PHPGHPGYIN |  | FSYENSHSQA |  | INVDRIALVL |
| TPLKWYQSMI |  | RPYSYGYE  |  | PMGWLHQI   |  | IPVSQHPL   |  | THTLQSHI   |
| PVPAQPRV   |  | RQALMPVPG |  | QSMTPTQH   |  | QPNLPLPAQ  |  | PFQPQPVQPQ |
| PHQPMQPQP  |  | VQPMQPLPQ |  | PLPMFPLR   |  | PLPILPDLH  |  | LEAWPATDKT |
| KQEVD      |  |           |  |            |  |            |  |            |

Задіяний у такому біологічному процесі, як альтернативний сплайсинг. 
Локалізований у позаклітинному матриксі.
Також секретований назовні.